# NGC 7308
NGC 7308 (другие обозначения — IC 1448, PGC 69194, MCG -2-57-17) — галактика в созвездии Водолей.
Этот объект входит в число перечисленных в оригинальной редакции «Нового общего каталога».